# 하이드 (드라마)
《하이드》는 2024년 3월 23일부터 2024년 4월 28일까지 방송했던 JTBC 토일 드라마, 쿠팡플레이 오리지널 시리즈였다.

## 기획 의도
어느 날 남편이 사라진 후 그의 실종에 얽힌 비밀을 추적하며 감당하기 어려운 큰 진실과 마주하게 되는 여자의 이야기

## 제작진

### 극본
- 이희수
- 최아율
- 황유정

### 연출
- 김동휘 : KBS 2TV 월화 드라마 《조선로코 녹두전》(연출), KBS 2TV 월화 드라마 《쌈 마이웨이》(연출) 연출

## 등장 인물

### 주요 인물
- 이보영 : 나문영 역 (아역: 이가은)
- 이무생 : 차성재 역
- 이청아 : 하연주 역
- 이민재 : 도진우 역

### 주변 인물
- 홍서준 : 마강 역
- 박지일 : 차웅 역 - 성재의 아버지
- 김국희 : 주신화 역
- 김상호 : 백민엽 역
- 남기애 : 박명희 역 - 성재의 어머니
- 조은솔 : 차봄 역 - 문영과 성재의 딸

### 기타 인물
- 소윤호 : 황태수 역
- 김윤서 : 김윤선 역
- 김민 : 윤석구 역
- 이선희 : 고춘희 역
- 임투철 : 조인규 역
- 여무영 : 최무원 역
- 미상 : 위정임 역
- 이제연 : 이방철 역
- 권성민 : 유정호 역
- 미상 : 박 씨 역
- 이제연 : 이방철 역 - 해안 마을 방화 사건 용의자
- 미상 : 해안 마을 방화 사건 재판을 담당하는 판사 역
- 미상 : 변호사 역
- 주석태 : 최호식 역 (7회 ~ 9회)
- 오광록 : 나석진 역
- 김건호 : 하재필 역
- 미상 : 교도관 역
- 장문규 : 의뢰인역

## 시청률
최저 시청률과 최고 시청률은 시청률 조사회사와 지역별로 시청률에 차이가 있을 수 있습니다.
| 2024년 | 2024년   | 2024년         | 2024년       | 2024년 |
| 회차   | 방송일   | AGB 시청률     | AGB 시청률   |        |
| 회차   | 방송일   | 대한민국(전국) | 서울(수도권) |        |
| ------ | -------- | -------------- | ------------ | ------ |
| 제1회  | 3월 23일 | 4.050%         | 4.433%       |        |
| 제2회  | 3월 24일 | 4.323%         | 4.721%       |        |
| 제3회  | 3월 30일 | 4.334%         | 5.040%       |        |
| 제4회  | 3월 31일 | 5.977%         | 6.607%       |        |
| 제5회  | 4월 6일  | 4.467%         | 5.312%       |        |
| 제6회  | 4월 7일  | 4.959%         | 5.595%       |        |
| 제7회  | 4월 13일 | 4.273%         | 4.831%       |        |
| 제8회  | 4월 14일 | 4.708%         | 5.191%       |        |
| 제9회  | 4월 20일 | 4.132%         | 4.531%       |        |
| 제10회 | 4월 21일 | 4.552%         | 4.778%       |        |
| 제11회 | 4월 27일 | 4.431%         | 4.661%       |        |
| 제12회 | 4월 28일 | 4.018%         | 4.637%       |        |

## 같이 보기
- 대한민국의 텔레비전 드라마 목록 (ㅎ)
- 2024년 대한민국의 텔레비전 드라마 목록